# Pierre Vermeulen
Pour les articles homonymes, voir Vermeulen.
Pierre Vermeulen, né le 16 mars 1956 à Kerkrade, est un footballeur néerlandais des années 1970 et 1980. Il évoluait au poste d'attaquant.

## Biographie

### En club
Il commence sa carrière à Roda JC pendant six saisons, où il est finaliste de la Coupe des Pays-Bas en 1976, battu en finale par le PSV Eindhoven (0-1 a.p.). Puis il joue quatre saisons au Feyenoord Rotterdam, réalisant le doublé championnat-coupe des Pays-Bas en 1984. Il joue ensuite une saison au MVV Maastricht, sans rien remporter.
Il entame par la suite une carrière en France : il signe ainsi pour deux saisons au PSG. La première année, il remporte le championnat de France en compagnie de Dominique Rocheteau, Joël Bats, Luis Fernandez pour ne citer qu'eux. Il joue ensuite au Tours FC en deuxième division, puis en troisième division, et joue deux saisons au SCO Angers sans rien remporter. 
Après sa carrière de joueur, il entraîne des équipes néerlandaises de niveau amateur comme le RKTSV Terwinselen, un club de sa ville natale.

### En équipe nationale
Pierre Vermeulen est international néerlandais à neuf reprises (1978-1983) pour un but marqué.
Pour sa première sélection à Tunis, le 5 avril 1978, contre la Tunisie, il inscrit son premier et unique but à la 89e minute pour un score final de 4 buts à 0.
Sa dernière sélection est honorée le 27 avril 1983, contre la Suède, à Utrecht, qui se solde par une défaite (0-3).

## Palmarès
- Coupe des Pays-Bas de football
  - Vainqueur en 1984
  - Finaliste en 1976

- Championnat des Pays-Bas de football
  - Champion en 1984
  - Vice-champion en 1983

- Championnat de France de football
  - Champion en 1986